# Love, in Itself
A Love, in Itself az angol Depeche Mode 9. angol kislemeze, mely 1983. szeptember 19-én jelent meg.  Ez volt az utolsó kimásolt kislemez a Construction Time Again című stúdióalbumról. A dal az angol kislemezlistán a 21. helyig jutott.
A Love, in Itself kislemezen három remix található. A "Love, in Itself", valamint a single edit változat, és az extended 12" inch mix. Illetve a dal egy lounge ihlette változat, melyben a zongorán van a hangsúly. A B. oldalon a "Fools" című dal található, melyet Alan Wilder írt.

## Videoklip
A dalhoz tartozó klipet Clive Richardson rendezte, melyben Martin Gore akusztikus gitáron játszik.

## Megjelenések
7": Mute/7Bong4 (Egyesült Királyság)
1. "Love, in Itself • 2" – 4:00
2. "Fools" – 4:14

12": Mute/12Bong4 (Egyesült Királyság)
1. "Love, in Itself • 3" – 7:18
2. "Fools (Bigger)" – 7:39
3. "Love, in Itself • 4" – 4:38

L12": Mute/L12Bong4 (Egyesült Királyság)
1. "Love, in Itself • 2" (Original 7 Inch Mix) – 4:18
2. "Just Can't Get Enough" (live)1 – 5:35
3. "A Photograph of You" (live)1 – 3:21
4. "Shout!" (live)1 – 4:39
5. "Photographic" (live)1 – 3:56

Megjegyzés: "Love, in Itself.2" (Original 7 Inch Mix) egy kicsit hosszabb verziója
CD: Mute/CDBong4 (Egyesült Királyság)
1. "Love, in Itself • 2" (Single Version) – 4:00
2. "Fools" – 4:14
3. "Love, in Itself • 3 (12" Version)" – 7:18
4. "Fools (Bigger)" – 7:39
5. "Love, in Itself • 4 (The Lounge Version)" – 4:38

Megjegyzések
- 1: Az élő felvételt 1982. október 25-én rögzítették a londoni Hammersmith Odeonban.
- 2:A CD kislemez 1991-ben jelent meg a singles box részeként.
- "Love, in Itself" és "A Photograph of You" című dalokban közreműködött Martin Gore
- "Fools" is by Alan Wilder
- "Just Can't Get Enough", "Photographic", és "Shout!" című dalokban közreműködött Vince Clarke.
- "Just Can't Get Enough" 1985 elején önálló sláger lett Hollandiában, azonban kislemezen nem jelent meg külön, így a 12-es lemez (L12Bong4) került fel a holland listára. Hivatalosan kislemezen nem jelent meg, azonban mini LP-n kiadták. A népszerűsége miatt a rádiók előszeretettel játszották, majd a "Just Can't Get Enough (Live)" minden idők legnagyobb holland slágere lett.

## Slágerlista
| Slágerlista (1983)                    | Legmagasabb helyezés |
| ------------------------------------- | -------------------- |
| Írország (IRMA)                       | 27                   |
| Egyesült Királyság (UK Singles Chart) | 21                   |
| UK Indie (OCC)                        | 3                    |